# Det Ny Teater
Det Ny Teater (il Teatro Nuovo) è un teatro del quartiere di Vesterbro, a Copenaghen, situato in un passaggio fra Vesterbrogade e Gammel Kongevej.
Il teatro è stato inaugurato il 19 settembre 1908 su progetto dagli architetti Ludvig Andersen e L.P. Gudme; ha 1000 posti a sedere ed una superficie di 12.000 m².

## Storia
Nel 1907 la società Bona, proprietaria del terreno, decise di costruire un teatro in una zona che, in quel periodo, era in espansione. Il progetto fu affidato all'architetto Lorenz Gudme. 
La prima pietra venne quindi posata nell'agosto del 1907, ma per alcuni disguidi che vennero a crearsi fra Gudme e la società appaltatrice, il progettista venne sciolto dall'incarico ed i lavori vennero affidati in corso d’opera all'architetto Ludvig Andersen, che li portò a termine il 19 settembre 1908.
Il teatro divenne il secondo teatro della Danimarca per dimensione. Il costo della costruzione fu di circa 1 200 000 DKK, in aggiunta alle 600 000 DKK circa per il terreno.
La prima opera rappresentata fu Den skønne Marseillanerinde di Pierre Berton. Del cast facevano parte Poul Reumert, Asta Nielsen e Clara Wieth.
Il teatro fu diretto per tre anni da Viggo Lindstrøm, che lasciò la carica a Ivar Schmidt, un attore, che la ricoprì fino al 1937.
Un periodo di grande rinnovamento si ebbe fra il 1944 ed il 1966, sotto la direzione di Peer Gregaard, che indirizzò il teatro verso le opere classiche e moderne del teatro danese ed europeo.
Dal 1969 al 1971 la direzione del teatro passò allo scrittore Knud Poulsen; a causa della crisi del settore, si poté evitare la chiusura solo con un intervento pubblico.
Nel 1991 il teatro chiuse a tempo indeterminato, per motivi economici. Nel 1994, a seguito di una raccolta fondi, il teatro è riuscito a riaprire i battenti con Flagermusen, l’operetta di Johann Strauss II, subendo anche un radicale restauro.

## Architettura
La costruzione del teatro si estende nel passaggio compreso tra Vesterbrogade e Gammel Kongevej.
L'edificio del teatro trae ispirazione dall'Opéra national de Paris, ma la sua costruzione è una miscela di stili che vanno dall'art déco agli elementi classici quali capitelli greci e trompe-l'œil. 
La struttura del teatro è in cemento armato. Det Ny Teater è stato il primo teatro in Danimarca ad avere una doppia fila di balconate costruite senza l'ausilio di pilastri portanti di sostegno.
Il teatro è stato ristrutturato nel 1994 ricevendo il premio d'architettura Europa Nostra da parte dell'Unione europea.
Attualmente ha due sale: la prima vanta 1000 posti a sedere, la seconda, più piccola e situata al livello inferiore, ne conta 300.

## Opere rappresentate
Elenco delle opere in cartellone dopo la riapertura del 1994, in ordine cronologico:
- Flagermusen (1994)
- Jesus Christ Superstar (1995)
- La Cage aux Folles (1996)
- Den Glade Enke (1997)
- Crazy for You (1998)
- West Side Story (1998)
- My Fair Lady (1999)
- Don Quixote (1999)
- Peter Pan (2000)
- The Phantom of the Opera (2000)
- Cats (2002)
- The Sound of Music (2004)
- Beauty and the Beast (2005)
- The Producers (2006)
- Chicago (2007)
- The King and I (2008)
- Les Misérables (2009)
- Mary Poppins (2010)
- Wicked (2011)
- Annie (2011)
- Singin' in the Rain (2012)
- Love Never Dies (2012/13)
- Crazy For You (2013)
- Evita (2014)
- Beauty and the Beast (2014)
- Billy Elliot The Musical (2015)
- The Sound of Music (2015)
- Dottor Jekyll and Mr. Hyde (2016)
- Anything Goes (2016)
- Chicago (2017)
- Kærestebreve (2017)